# Mieczysław Skirmunt
Mieczysław Skirmunt, właśc. Aleksy Antoni Gierkiewicz (ur. 12 czerwca 1850 w Kopydłówku, zm. 19 kwietnia 1915 w Warszawie) – aktor i reżyser teatralny, dyrektor teatrów wędrownych oraz warszawskich teatrów ogródkowych.

## Kariera aktorska i reżyserska
Rozpoczął karierę w teatrach krakowskich (1874). Następnie (od sez. 1876/1877) związał się ze sceną poznańską jako aktor i reżyser, uczestnicząc również w jego występach wyjazdowych aż do roku 1896. W późniejszych latach występował m.in. w teatrze lubelskim, lwowskim oraz warszawskim Teatrze Ludowym, a okazjonalnie również w warszawskich teatrach ogródkowych. W lipcu 1906 występował gościnnie w Warszawskich Teatrach Rządowych. Wyróżnił się w rolach: Wacława (Zemsta), Adolfa (Konfederaci barscy), Uriela Akosty (Uriel Akosta), Spytka (Kazimierz Wielki i Esterka), Księdza Kordeckiego (Obrona Częstochowy), Cześnika (Zemsta), Wojewody (Mazepa), Klaudiusza (Hamlet), Shylocka (Kupiec wenecki), Albina (Śluby panieńskie) i Tomka (Wnuk Tumrego).

## Zarządzanie zespołami teatralnymi
Początkowo kierował zespołem objazdowym teatru poznańskiego, który w okresie letnim wystawiał przedstawienia na prowincji (Gniezno, Inowrocław, Bydgoszcz, Chełmno, Trzemeszno, Krotoszyn, Środa Wielkopolska, Śrem, Gostyń, Pleszew, Ostrów, Kępno, Leszno, Mogilno, Żnin, Kcynia, Nakło, Włocławek). Kierował warszawskimi teatrami ogródkowymi: „Wodewil” (1890 – wspólnie z Czesławem Janowskim) oraz „Jardin d’hiver” (1906). W 1896 r. wspólnie z Eugeniuszem Majdrowiczem zorganizował „Teatr Objazdowy na Wielkie Księstwo Poznańskie i Prusy Zachodnie”. Wraz z nim odwiedził ponad czterdzieści miejscowości w sezonie 1896/1897. Następnie rozwiązał spółkę z Eugeniuszem Majdrowiczem, jednak kontynuował aktywność teatralną w Wielkim Księstwie Poznańskim oraz w Kaliskiem.

## Życie prywatne
Jego pierwszą żoną (od 1880) była śpiewaczka Emma Schürer, a drugą Czesława z Niziołomskich.
Jest pochowany na cmentarzu Powązkowskim w Warszawie kwatera 96, rząd 6, grób 16